# 莫日茨科湖
52°51′50″N 14°24′33″E / 52.86389°N 14.40917°E

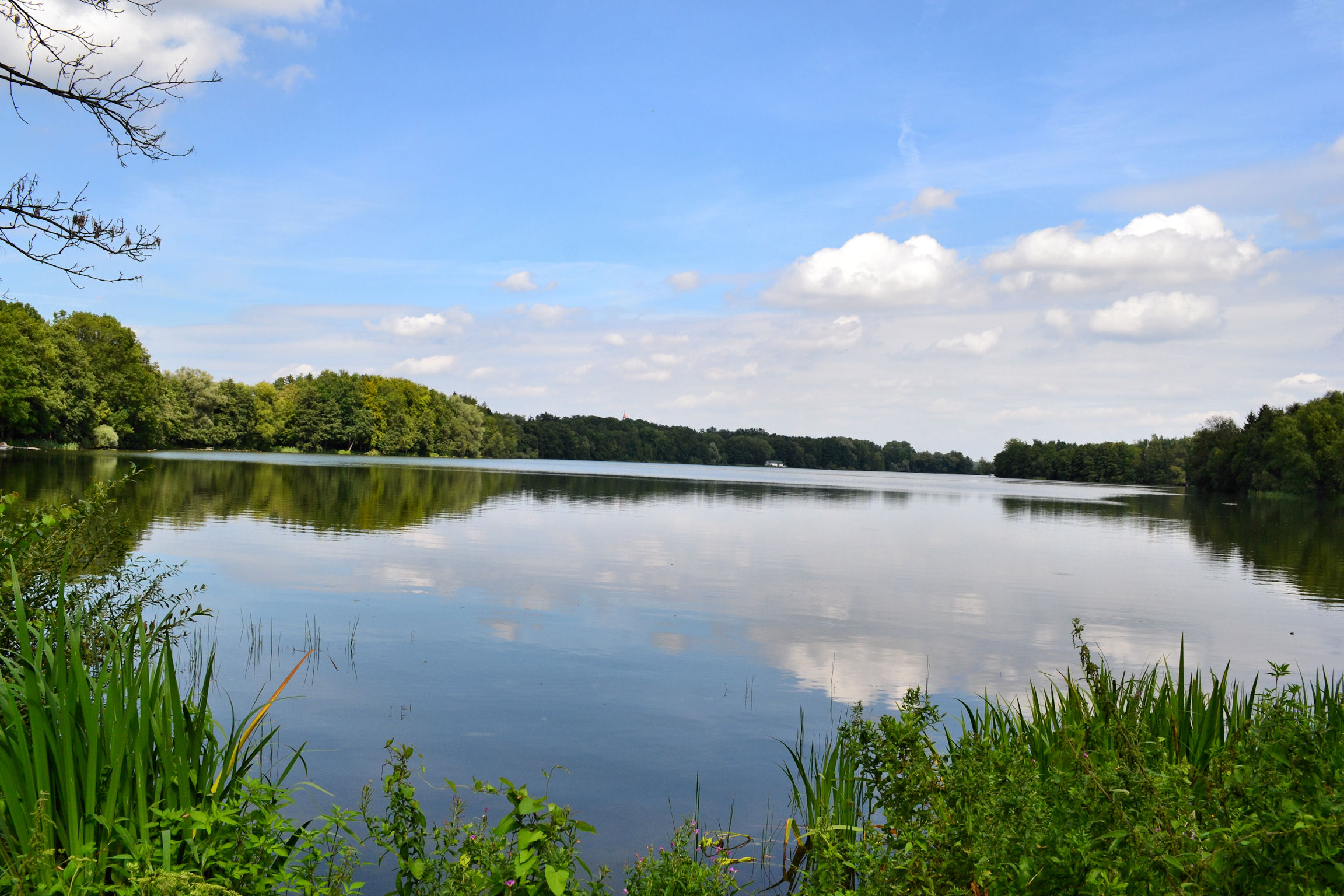

莫日茨科湖是波蘭的湖泊，位於該國西北部西波美拉尼亞省，長2.9公里、寬1.4公里，面積3.4平方公里，平均水深14.5米，最大水深60米，蓄水量5.2萬立方米。